# 루이스 시니스테라
루이스 시니스테라(스페인어: Luis Fernando Sinisterra Lucumí, 1999년 6월 17일~)는 콜롬비아의 축구 선수이다. AFC 본머스와 콜롬비아 축구 국가대표팀에서 공격수로 활동하고 있다.

## 구단 경력

### 페예노르트
2018년 7월 8일, 페예노르트과의 2년 추가 옵션이 있는 3년 계약을 체결했다. 2019년 8월 8일, FC 디나모 트빌리시를 상대로 2019-20 UEFA 유로파리그 3차 예선에서 선제골을 넣으며 구단 데뷔 골을 기록했다.
2020년 2월 7일, 3경기 연속 득점을 기록해 2020년 1월 에레디비시 U-21 올해의 선수상을 수상했다.2020년 11월 12일, 페예노르트는 계약 옵션을 사용해 계약을 2년 더 연장했다고 발표했다.
2021년 8월 19일, 스웨덴의 IF 엘프스보리와의 UEFA 유로파 컨퍼런스리그 플레이오프 라운드 1차전에서 해트트릭을 기록했다.

### 리즈 유나이티드
2022년 7월 7일, 5년 계약으로 리즈 유나이티드에 합류했다.

## 국가대표팀 경력
2019년 10월 15일, 알제리와의 친선 경기에서 A대표팀 데뷔전을 치렀다. 2022년 9월 24일에는 과테말라와의 첫 득점을 기록하며 팀 4-1 승리를 도왔다.